# Hediya Yousef
Hediya Yousef (en kurdo: Hediya Yûsif, en árabe: هدية يوسف‎) (nacida en 1973), en Bakur, Kurdiya Jorin, o Kurmanji, Kurmancî, Hediye Yusuf , también escrito Hadiya Yousef  es una exguerrillera sirio-kurda y miembro del Partido de la Unión Democrática. 
Desde marzo de 2016 hasta julio de 2018 ocupó el cargo de copresidenta del Comité ejecutivo de la Administración Autónoma del Norte y Este de Siria (la administración que domina Siria del Noreste). Yousef, ocupó el cargo junto con su compañero (de origen árabe) Mansur Selum también copresidente.
Si bien no se sabe mucho acerca de ella, Yousef es feminista. Ha dado varias entrevistas a medios internacionales como el New York Times donde abogaba por la causa por la liberación de las mujeres en toda la Federación.